# Lino Fayen

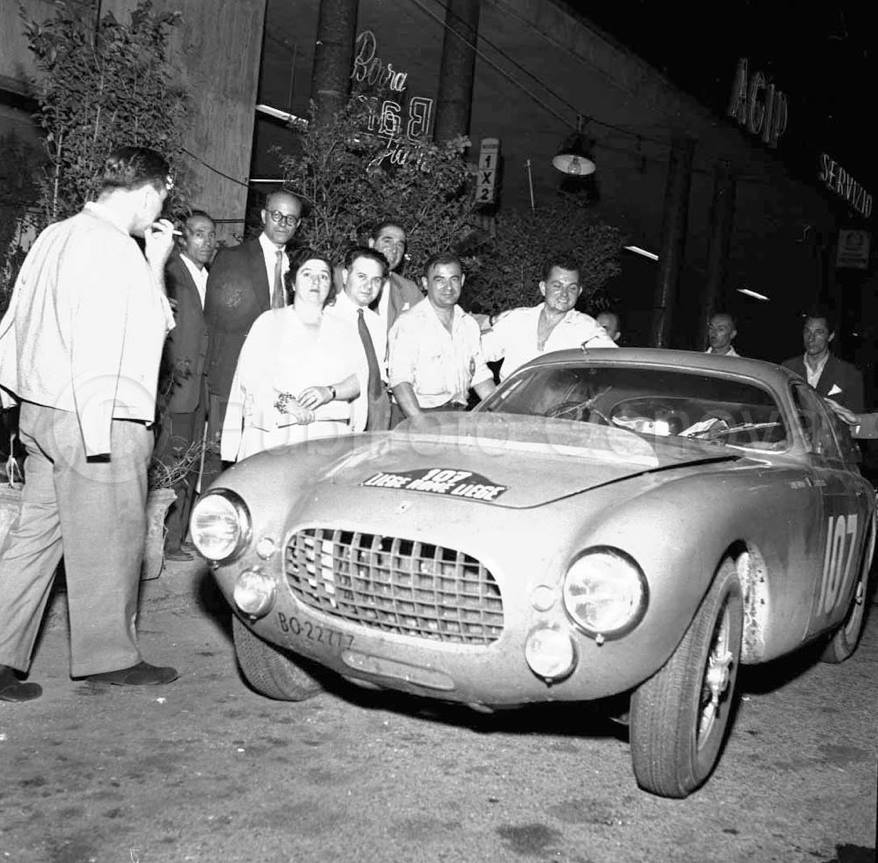
Lino Fayen (Zweiter von rechts) neben seinem Ferrari 212 Export 1953

Léon Marcel Louis „Lino“ Fayen (* 15. September  1925 in Saint-Jean-de-Maurienne; † 7. Mai 1972 in Caracas) war ein venezolanischer Autorennfahrer und Unternehmer französischer Abstammung.

## Karriere
Lino Fayen wanderte nach dem Ende des Zweiten Weltkriegs nach Venezuela aus und nahm die Staatsbürgerschaft dieses Landes an. Seine ersten Rennen betritt er noch als Franzose, so die Coupe du Salon 1951 in Montlhéry. 1953 siegte er beim Coupe de Printemps und gewann auf einem Ferrari 212 Export ein Sportwagenrennen am Circuit du Lac. 1954 war er Partner von Pierre Levegh in Le Mans und beendete dieses 24-Stunden-Rennen 1959 als Gesamtsechster.
1971 eröffnete er in Caracas eine Nissan-Vertretung, die 2014 geschlossen wurde.

## Statistik

### Le-Mans-Ergebnisse
| Jahr | Team          | Fahrzeug                  | Teamkollege   | Platzierung | Ausfallgrund |
| ---- | ------------- | ------------------------- | ------------- | ----------- | ------------ |
| 1954 | Pierre Levegh | Talbot-Lago T26GS         | Pierre Levegh | Ausfall     | Unfall       |
| 1959 | Lino Fayen    | Ferrari 250 GT Berlinetta | Gino Munaron  | Rang 6      |              |

### Sebring-Ergebnisse
| Jahr | Team             | Fahrzeug | Teamkollege    | Teamkollege     | Platzierung | Ausfallgrund |
| ---- | ---------------- | -------- | -------------- | --------------- | ----------- | ------------ |
| 1957 | A.C. Car Company | AC Ace   | Juan Fernandez | J. L. Droullers | Rang 17     |              |

### Einzelergebnisse in der Sportwagen-Weltmeisterschaft
| Saison | Team                                           | Rennwagen                       | 1   | 2   | 3   | 4   | 5   | 6   | 7   |
| ------ | ---------------------------------------------- | ------------------------------- | --- | --- | --- | --- | --- | --- | --- |
| 1954   | Pierre Levegh                                  | Talbot-Lago Type 26 Grand Sport | BUA | SEB | MIM | LEM | RTT | CAP |     |
| 1954   | Pierre Levegh                                  | Talbot-Lago Type 26 Grand Sport | DNF |     |     |     |     |     |     |
| 1955   |                                                | Moretti 750S Spider             | BUA | SEB | MIM | LEM | RTT | TAR |     |
| 1955   |                                                | Moretti 750S Spider             | DNF |     |     |     |     |     |     |
| 1956   | Scuderia Guastalla                             | Ferrari 750 Monza               | BUA | SEB | MIM | NÜR | KRI |     |     |
| 1956   | Scuderia Guastalla                             | Ferrari 750 Monza               | DNF |     |     |     |     |     |     |
| 1957   | Venezuela Sports Group AC Cars Equipo C.A.D.V. | Osca TN1500 AC Ace Trans-Oliver | BUA | SEB | MIM | NÜR | LEM | KRI | CAR |
| 1957   | Venezuela Sports Group AC Cars Equipo C.A.D.V. | Osca TN1500 AC Ace Trans-Oliver | DNF | 17  |     |     |     |     | 20  |
| 1959   | Lino Fayen                                     | Ferrari 250 GT                  | SEB | TAR | NÜR | LEM | RTT |     |     |
| 1959   | Lino Fayen                                     | Ferrari 250 GT                  | 6   |     |     |     |     |     |     |